# Tvååkers pastorat
Tvååkers pastorat är ett pastorat i Varbergs och Falkenbergs kontrakt i Göteborgs stift i Varbergs kommun i Hallands län. 
Pastoratet fick sin nuvarande omfattning 1962 när Dagsås församling och Sibbarps församling uppgick i pastoratet.
Pastoratet består av följande församlingar:
- Sibbarp-Dagsås församling
- Spannarps församling
- Tvååkers församling

Pastoratskod är 081514.